# Бенюк Василь Олексійович
Василь Олексійович Беню́к (нар. 12 лютого 1959 року у селі Кузьмин Красилівського району Хмельницької області) – акушер-гінеколог. Д-р мед. н. (2001), професор (2004).

## Життєпис
З 1966 по 1974 рік навчався в Кузьминській середній школі. Після закінчення 8 класів вступив на фельдшерський відділ Хмельницького медучилища, яке успішно закінчив у 1978 році. Під час дійсної служби в Радянській Армії практикувався як фельдшер.
В 1980 році В. Бенюк повертається додому, працює в районній санітарно-епідеміологічній станції і навчається на підготовчому відділенні Київського медінституту.
В 1981 році стає студентом лікувального факультету КМІ. 
У 1987 році закінчив лікувальний факультет Київського медичного інституту ім. О. О. Богомольця та отримав фахову спеціальність акушера-гінеколога.
З 1987 працює лікарем-гінекологом однієї з Київських лікарень.
Від 1991 – у Нац. мед. ун-ті (Київ).
В 1993 році захищає кандидатську дисертацію.
З 2000 року - доцент Київського медінституту.
Від 2003 – проф. каф. акушерства та гінекології № 3. 
Вивчає проблеми антенатальної охорони плода та профілактики перинатальних ускладнень під час патологічного перебігу недоношуваної вагітності.
У травні 2001 року захистив докторську дисертацію на тему «Прогнозування, діагностика та профілактика перинатальних ускладнень у вагітних з недоношуванням».
Дійсний член Української Академії наук, Європейської Асоціації акушерів-гінекологів EAGO (European Association of Gynaecologists and Obstetricians), Європейської Асоціації персоналізованої, предикативної та профілактичної медицини (EPMA), Асоціації акушерів-гінекологів міста Києва, Атестаційної комісії з присвоєння лікарських категорій при МОЗ України та ГУОЗ міста Києва.

## Праці
- Сучасні медико-соціальні аспекти недоношування вагітності // Проблеми медицини. 1998. № 4;
- Стан гепатобіліарної системи плода при патологічному перебігу вагітності // Вісн. наук. дослідж. 2003. № 1;
- Жіноча консультація. К., 2003 (співавт.);
- Патологічне акушерство: Підруч. К., 2007 (співавт.);
- Гормональные контрацептивы // Мед. аспекты здоровья женщин. 2008. № 3.